# Linea di confine (romanzo)
Linea di confine (titolo originale Du gamla du fria) è un romanzo giallo della scrittrice svedese Liza Marklund pubblicato in Svezia nel 2011.
È il nono libro della serie che ha per protagonista la giornalista Annika Bengtzon.
Il libro è stato tradotto in dieci lingue.

## Trama
Annika e Thomas hanno trascorso tre anni a Washington e al loro ritorno in Svezia condividono l'appartamento in affitto, in attesa di acquistarne uno di proprietà. Sono divorziati, restano insieme per i figli, Kalle ed Ellen. Ma Thomas non rinuncia a fare il donnaiolo e Annika lo sa. Causa un ennesimo flirt, Thomas si è fatto assegnare a una missione umanitaria in Kenya con altri sette collaboratori di altrettante nazionalità. La delegazione viene presa in ostaggio da un gruppo di terroristi, i quali non esitano ad uccidere, torturare e stuprare.
Il governo svedese non tratta con questi gruppi e la sorte di Thomas è affidata solo ai suoi familiari; tuttavia Annika viene supportata da un sottosegretario, superiore di Thomas nello stesso ministero, Jimmy Halenius. Pressoché coetaneo di Annika, Halenius è una vecchia conoscenza, essendo cugino di un compagno del liceo in cui ha studiato la futura giornalista. Halenius installa in casa di Annika una centrale per ricevere le comunicazioni dei rapitori, dotata di computer, registratori e telefoni cellulari. I contatti si stabiliscono e viene individuato il capo del gruppo, tale Makuza, che agisce tra Kenya e Somalia. La richiesta di riscatto per la restituzione di Thomas ammonta a 40 milioni di dollari, cifra inpensabile per una famiglia media svedese. Halenius, con la sua esperienza, riesce a far accettare un riscatto di un milione e centomila dollari, da versare a Nairobi.
Mentre le trattative sono in corso, Annika è sommersa da problemi dovuti all'incomprensione di amici e familiari: in particolare non riesce a far ospitare i suoi figli né dalla madre di Thomas, né dalla propria madre o dalla sorella minore. Inoltre, il modesto conto in banca se ne andrà totalmente per rimediare la cifra, così lei e Thomas perderanno il denaro su cui contavano per il futuro. Si aggiungono le molestie degli addetti di molti media, incuranti del dramma e interessati solo a pubblicare gli scoop più redditizi. Il giornale di Annika offre invece una cifra importante per il riscatto, in cambio di documentazione, e Annika è costretta ad accettare la proposta. Dovendo trasferirsi in Africa per consegnare quanto preteso, la donna finisce con l'affidare i bambini a Sophia Grenborg, ex convivente di Thomas, rivelatasi l'unica persona sinceramente desiderosa di aiutare la famiglia in tanto gravi difficoltà.
Frattanto Thomas subisce una dura prigionia e vede morire due colleghi, uno sventrato dai rapitori e uno spentosi per un attacco di diabete. La sorte più atroce tocca alle donne e la delegata inglese, per la quale Thomas si era messo nella missione, subisce una serie di torture prima di venire uccisa, tra le quali c'è la costrizione per gli altri prigionieri di stuprarla. Fiaccato dalle percosse, dalle privazioni di sonno e luce, dalla fame, Thomas partecipa all'orrendo massacro della collega; quindi rivela ai rapitori ogni dettaglio sulle sue risorse finanziarie, nonché il nome di Annika. In seguito però si rifiuta di violentare un'altra collega e per questo gli viene mozzata la mano sinistra.
Ad una ad una, queste raccapriccianti notizie arrivano in Svezia, mentre Halenius e Annika sono riusciti a tenere riservato il loro viaggio in Africa, ansiosi di allontanarsi al più presto da troppi curiosi. Giunti a Nairobi, incontrano una ricca nigeriana di nome Frida che collaborerà con loro per portare a compimento la consegna del riscatto. Frida ha prestato il suo conto per il trasferimento del denaro, ha trovato l'auto richiesta, un aereo privato. Non simpatizza con Annika, ma è estremamente efficiente ed efficace. Il gruppetto è fatto girare a vuoto dai rapitori per una giornata e, verso sera, l'auto subisce una pericolosa aggressione da parte della popolazione musulmana di un sobborgo, perché hanno visto Annika usare la telecamera e filmare. Datisi alla fuga, riparano in un luogo trasformato in albergo e lì Annika e Halenius passano la notte.
La mattina seguente sono costretti dai rapitori a viaggiare sull'aereo privato per raggiungere una desolata località somala. Quando finalmente Annika può deporre le valigie con i soldi, in un autobus abbandonato, un imprevisto intervento dei militari americani fa saltare in aria il pullmann e polverizza anche i terroristi. Disperata, Annika viene presa in consegna dai militari, insieme ad Halenius, e li accusa di averle fatto perdere il marito. Invece Thomas si era allontanato dalla prigione, rimasta incustodita, e già dalla sera prima si trovava all'ospedale da campo americano.
Al ritorno in Svezia, Annika è determinata a separarsi per sempre da Thomas, sia per l'immensa sofferenza patita (pressione mediatica, angoscia per il futuro dei figli, scorrettezze da parte di disinvolti giornalisti e bloggers), sia per la nascita di un legame più intenso con Halenius.

## Struttura del libro
La vicenda è narrata secondo lo scorrere delle giornate, che danno il titolo ai capitoli. Per ogni giornata vi è una sezione dedicata a Thomas, che parla in prima persona. Per tutto quanto riguarda Annika e i personaggi che hanno direttamente contatto con lei, come Halenius e il direttore del giornale Anders Schyman, il racconto è in terza persona.

## Personaggi principali
- Annika Bengtzon, in questo romanzo ha ormai 38 anni. Più incline al compromesso che in passato, deve tuttavia scontrarsi con l'incomprensione della madre, della sorella, della suocera e dell'amica Anne Snapphane.
- Thomas Samuelsson, il marito divorziato di Annika, bello, biondo, sicuro di piacere alle donne. Nei drammatici momenti della prigionia, scopre di amare solo Annika, di confidare in lei come in nessun altro per la sua salvezza. Ma non ha la forza di riflettere seriamente sui torti che le ha arrecato e non immagina che Annika possa mai preferirgli un uomo più maturo e meno egocentrico.
- Anders Schyman, direttore del giornale La stampa della sera, dove da sempre lavora Annika. È il promotore dello stanziamento per aiutare Annika a pagare il riscatto per Thomas. Nel corso della storia, Schyman, assertore convinto che la comunicazione stia degenerando verso posizioni vieppiù negative sul piano etico, finisce con il rassegnare le dimissioni dal giornale.
- Anne Snapphane, è stata la migliore amica di Annika, ma essendo passata a lavorare per la televisione, si rivela poco scrupolosa e molto insensibile verso l'amica. Finisce con il pubblicare un servizio televisivo sulla storia di Annika, intitolato La vedova nera.
- Jimmy Halenius, sottosegretario di un ministro e superiore di Thomas, vive a strettissimo contatto con Annika durante i drammatici giorni del sequestro. È l'esperto ministeriale delle questioni dell'Africa Orientale e parla la variante inglese diffusa in Kenya. Di lui, la donna sa pochissimo: divorziato da una moglie di colore, Angela Sisulu, ha due figli che ha affidato all'attuale compagna perché questa li accompagni dalla madre.
- Frida Arokodare, Amica di Halenius e della sua ex moglie, è insostituibile nella fase di consegna del denaro del riscatto. Le sue idee però sono estremamente critiche verso le nazioni occidentali. Non simpatizza con Annika e non manca di farlo notare.

## Edizioni
- Liza Marklund, Linea di confine, traduzione di Laura Cangemi, Marsilio, 2013. ISBN 978-88-317-1471-6.
- Liza Marklund, Linea di confine, traduzione di Laura Cangemi, Marsilio, 2014. ISBN 978-88-317-1915-5.
- Liza Marklund, Linea di confine, traduzione di Laura Cangemi, Universale Economica Feltrinelli, 2019. ISBN 978-88-297-0264-0.